# Warburton Creek
Warburton Creek är ett vattendrag i Australien.   Det ligger i delstaten Northern Territory, i den centrala delen av landet, 1 400 km nordväst om huvudstaden Canberra.
Trakten runt Warburton Creek är ofruktbar med lite eller ingen växtlighet. Trakten runt Warburton Creek är nära nog obefolkad, med mindre än två invånare per kvadratkilometer.